# Fridtjof Paulsen
Fridtjof Paulsen, född 20 november 1895  i Kristiania, död 28 juni 1988  i Oslo, var en norsk hastighetsåkare på skridskor. Han deltog i olympiska vinterspelen i Chamonix 1924 och kom på fjärde plats på 10 000 m och på sjunde plats på 5 000 m.

## Fotnoter
1. ↑  SpeedSkatingNews.info, SpeedSkatingNews.info skridskoåkar-ID: fridtjof-paulsen, läst: 5 maj 2022.[källa från Wikidata]
2. ↑  SpeedSkatingStats, SpeedSkatingStats skridskoåkar-ID: 1895112001, läst: 5 maj 2022.[källa från Wikidata]